# Ascocentrum aureum
Ascocentrum aureum är en orkidéart som beskrevs av Johannes Jacobus Smith. Ascocentrum aureum ingår i släktet Ascocentrum och familjen orkidéer. Inga underarter finns listade i Catalogue of Life.